# Castiarina tyrrhena
Castiarina tyrrhena es una especie de escarabajo del género Castiarina, familia Buprestidae. Fue descrita científicamente por Blackburn en 1903.